# Kosárfalva
Kosárfalva (1899-ig Papradnó, szlovákul Papradno) község Szlovákiában, a Trencséni kerületben, a Vágbesztercei járásban.

## Fekvése
Vágbesztercétől 15 km-re északra, a Papradnói-patak völgyében fekszik.

## Története
A falu Jeszence határában keletkezett a nagybiccsei uradalom területén. 1525-ben „Spapradna” alakban említik először, a nagybiccsei váruradalomhoz tartozott. 1594-ben 39 ház állt a településen. 1720-ban 81 adózója volt. 1784-ben 743 házában 555 családban 2630 lakos élt.
A 18. század végén Vályi András így ír róla: „PAPRADNO. Tót falu Trentsén Vármegyében, földes Ura H. Eszterházy Uraság, lakosai katolikusok, fekszik a’ K. Újhelyi járásban, határja ollyan, mint Kolarevitsé, második osztálybéli.”
1828-ban 451 háza és 2577 lakosa volt, akik főként erdei munkákkal foglalkoztak. A 19. században pálinkafőzdéje működött.
Fényes Elek 1851-ben kiadott geográfiai szótárában így ír a faluról: „Papradno, tót falu, Trencsén vmegyében, elszórva a hegyek közt: 2899 kath., 17 zsidó lak. Kath. paroch. templom; Kőbánya, faeszközök készitése; sóval való kereskedés. F. u. h. Eszterházy. Ut. p. Zsolna.”
A trianoni békéig Trencsén vármegye Vágbesztercei járásához tartozott.

## Népessége
| Év:            | 1994. | 2004.   | 2014.   | 2024.   |
| -------------- | ----- | ------- | ------- | ------- |
| Emberek száma: | 2724  | 2540    | 2543    | 2357    |
| Eltérés:       |       | -6,75 % | +0,11 % | -7,31 % |

| Év:            | 2023. | 2024.   |
| -------------- | ----- | ------- |
| Emberek száma: | 2394  | 2357    |
| Eltérés:       |       | -1,54 % |

1910-ben 3135, túlnyomórészt szlovák lakosa volt.
2001-ben 2618 lakosából 2607 szlovák volt.
2011-ben 2507 lakosából 2434 szlovák volt.

## Nevezetességei
- Szent András apostol tiszteletére szentelt római katolikus temploma 1792-ben épült későbarokk stílusban. Belső berendezése részben a régebbi templomból való.